# Polskie Towarzystwo Historyczne w Wielkiej Brytanii
Polskie Towarzystwo Historyczne w Wielkiej Brytanii (PTHWB) – towarzystwo naukowe utworzone 29 listopada 1946 przez polskich historyków w Wielkiej Brytanii. 

## Historia i działalność
W 1953 zostało przekształcone w Polskie Towarzystwo Historyczne na Obczyźnie (PTHO). W latach 1946–1973 prezesem towarzystwa był Marian Kukiel. Organem towarzystwa było pismo „Teki Historyczne”.

## Prezesi Polskiego Towarzystwa Historycznego w Wielkiej Brytanii/Polskiego Towarzystwa Historycznego na Obczyźnie
- 1946-1973 Marian Kukiel
- 1973-1983 Tadeusz Sulimirski
- 1983-1984 Stanisław Józef Biegański
- 1984-1985 Bohdan Wroński
- 1985-1987 Stanisław Józef Biegański
- 1987-2003 Aleksander J. Szkuta